# Sommersdorf (Mecklemburgo-Pomerânia Ocidental)
Sommersdorf é um município da Alemanha, situado no distrito de Mecklenburgische Seenplatte, no estado de Mecklemburgo-Pomerânia Ocidental. Tem 8,71 km² de área, e sua população em 2019 foi estimada em 227 habitantes.